# 游肇
游 肇（ゆう ちょう、452年 - 520年）は、北魏の官僚・政治家。字は伯始。本貫は広平郡任県。

## 経歴
游明根の子として生まれた。幼くして中書学生となり、経史および蒼・雅・林の説に広く通じた。孝文帝の初年、内秘書侍御中散となった。493年（太和17年）、洛陽に司州が立てられると、游肇は都官従事となり、通直郎・秘閣令に転じ、散騎侍郎・典命中大夫の位を受けた。孝文帝が南征の軍を起こすと、游肇は出兵を中止するよう上表したが、帝に聞き入れられなかった。まもなく太子中庶子に転じた。游肇は謙抑的で慎重な態度を持し、文雅をもって知られた。
父の游明根が老齢のために官を辞して隠棲生活に入ると、孝文帝は游肇に禄を与えて扶養させるべく、游肇を相州に出向させ、南安王元楨の下で鎮北府長史とし、魏郡太守を兼ねさせた。496年（太和20年）、元楨が死去すると、游肇は魏郡太守のまま、高陽王元雍の下で鎮北府長史をつとめた。游肇の統治は清廉で簡明なものであり、2王を補佐して、当時に名声高かった。499年（太和23年）、父が死去すると、游肇は辞職して喪に服した。
503年（景明4年）、廷尉少卿として宣武帝に召されたが、固辞して、黄門侍郎に任じられた。黄門侍郎のまま散騎常侍の位を受けた。505年（正始2年）、侍中を兼ね、畿内大使となった。後に太府卿に転じ、さらに廷尉卿となり、黄門侍郎のまま御史中尉を兼ねた。游肇は御史の裁判業務にあって、法を守って公平と寛容を旨とした。尚書令の高肇は宣武帝の生母の文昭皇太后の兄であり、ときの権臣として官僚たちに恐れられたが、游肇と名が同じだったため、游肇に改名するよう要求した。游肇は自分の名が孝文帝に賜ったものであるとして許さず、高肇はこのことを恨みに思った。いっぽう宣武帝は游肇の剛直を賞賛した。
511年（永平4年）、盧昶が朐山の救援に向かうと、游肇は朐山が戦うのに有利な場所ではなく、梁将の求める宿預と朐山の交換に応じるべきだと、宣武帝に説いた。游肇の予見どおり、まもなく盧昶は朐山の戦いに敗れた。游肇は侍中に転じた。
513年（延昌2年）、梁の軍主の徐玄明が梁の青冀二州刺史の張稷首を斬り、鬱洲で北魏に帰順すると、洛陽の朝議は徐玄明への援軍を派遣する方向に固まった。游肇は鬱洲が海上にあって無用の土地であり、民衆が疲弊しているところに戦役を起こすべきではないと、出兵に反対した。しかし宣武帝は聞き入れなかった。514年（延昌3年）、大将軍の高肇が蜀への遠征に立つこととなると、游肇はまた征戦に反対する議論を展開したが、宣武帝はまた聞き入れなかった。
孝明帝が即位すると、游肇は中書令・光禄大夫に転じ、金章紫綬を受け、相州大中正の任を加えられた。後に使持節・散騎常侍・鎮東将軍・相州刺史として出向し、善政で知られた。さらに太常卿として召還された。尚書右僕射に転じ、固辞したが許されなかった。游肇の政務は決断の早いものではなかったが、理詰めで政策を固め、ひとたび決断を下すと、権勢のある者の干渉すら受け付けなかった。
520年（正光元年）7月、領軍の元叉が霊太后の廃位と清河王元懌の殺害を図り、公卿を集めて会議でその事を持ち出すと、官僚たちは色を失って元叉の方針に従ったが、游肇はひとり反対論を唱えた。8月、游肇は死去した。享年は69。使持節・散騎常侍・驃騎大将軍・儀同三司・冀州刺史の位を追贈された。諡は文貞公といった。著書に『周易集解』・『冠婚儀』・『白珪論』があり、残された詩賦や上表文などは75篇ほどあった。
子の游祥は、字を宗良といい、新泰伯の爵位を嗣ぎ、通直郎・国子博士となり、尚書郎中を兼ねた。

## 伝記資料
- 『魏書』巻55 列伝第43
- 『北史』巻34 列伝第22